# Jeppe
Jeppe er et dansk drengenavn, der er afledt af det hebraiske Jacob eller Jakob, der betyder "den, der fatter om hælen". Navnet findes i kortformen Jep.
I 2016 var der ifølge Danmarks Statistik 10.679 danskere med fornavnet Jeppe og 47 der havde Jeppe som efternavn. Derudover var der 33 der hed Jep til fornavn og 47 der hed Jep til efternavn .

## Kendte personer med navnet

### Fornavn
- Jeppe Brixvold, dansk forfatter.
- Jeppe Curth, dansk fodboldspiller.
- Jeppe Vig Find, dansk tv-vært og skuespiller
- Jeppe Juhl, dansk journalist.
- Jeppe Kofod, dansk folketingsmedlem.
- Jeppe Kaas, dansk skuespiller.
- Jeppe Laursen, dansk sanger i Junior Senior.
- Jeppe Nybroe, dansk journalist.
- Jeppe Søe, dansk journalist.
- Jeppe Bruun Wahlstrøm, dansk rapper i UFO Yepha.
- Jeppe Aakjær, dansk forfatter.

### Efternavn
- Karen Jeppe, dansk missionær.

## Navnet anvendt i fiktion
- Jeppe på Bjerget er en af Ludvig Holbergs kendteste skuespil.
- "Op og ned med Jeppe" var titlen på en revy af Poul Henningsen fra 1938.
- Jep er lillebror til de to titelpersoner i Søren og Mette danskbogssystemet.